# Persone di cognome Torelli
| Questa pagina contiene informazioni ricavate automaticamente dalle voci biografiche con l'ausilio del template Bio e di un bot. L'aggiornamento è periodico e automatico e ricostruisce completamente la pagina. Se manca una persona in questa lista, sei pregato di non aggiungerla, ma accertati piuttosto che la sua voce biografica contenga il template Bio e che i dati anagrafici siano correttamente compilati. Se il template Bio manca, inseriscilo tu stesso o, in alternativa, metti l'avviso {{tmp\|Bio}} che ne segnala la mancanza. Se i dati riportati sono sbagliati, correggi direttamente la voce biografica; le modifiche saranno visibili in questa lista entro pochi giorni. Per chiarimenti vedi il progetto antroponimi. La lista contiene solo le 58 persone che sono citate nell'enciclopedia e per le quali è stato implementato correttamente il template Bio. Pagina aggiornata al 23 apr 2025. |

Questa è una lista di persone presenti nell'enciclopedia che hanno il cognome Torelli, suddivise per attività principale.

## Arbitri di calcio(1)
- Renzo Torelli, arbitro di calcio italiano (Pegognaga, n. 1933 - Milano, † 1996)

## Archeologi(1)
- Mario Torelli, archeologo e funzionario italiano (Roma, n. 1937 - Palermo, † 2020)

## Arcivescovi cattolici(1)
- Paolo Torelli, arcivescovo cattolico italiano (Montechiarugolo, n. 1576 - Roma, † 1630)

## Chitarristi(1)
- Paolo Torelli, chitarrista italiano

## Ciclisti su strada(1)
- Claudio Torelli, ex ciclista su strada italiano (Parma, n. 1954)

## Condottieri(2)
- Amuratte Torelli, condottiero italiano (Sala Baganza, † 1482)
- Salinguerra III Torelli, condottiero e politico italiano (Ferrara)

## Drammaturghi(1)
- Achille Torelli, drammaturgo italiano (Napoli, n. 1841 - Napoli, † 1922)

## Fumettisti(1)
- Tristano Torelli, fumettista e editore italiano (Roma, n. 1911)

## Funzionari(1)
- Lelio Torelli, funzionario e giurista italiano (Fano, n. 1498 - Firenze, † 1576)

## Giornalisti(2)
- Giorgio Torelli, giornalista e scrittore italiano (Parma, n. 1928 - Milano, † 2023)
- Vincenzo Torelli, giornalista, librettista e scrittore italiano (Barile, n. 1807 - Napoli, † 1882)

## Giuristi(1)
- Pietro Torelli, giurista, storico e archivista italiano (Mantova, n. 1880 - Mantova, † 1948)

## Matematici(3)
- Gabriele Torelli, matematico italiano (Napoli, n. 1849 - Napoli, † 1931)
- Giuseppe Torelli, matematico e letterato italiano (Verona, n. 1721 - Verona, † 1781)
- Ruggiero Torelli, matematico italiano (Napoli, n. 1884 - Monfalcone, † 1915)

## Militari(1)
- Cristoforo I Torelli, militare italiano (Guastalla - Montechiarugolo, † 1460)

## Monaci cristiani(1)
- Torello da Poppi, monaco cristiano italiano (Poppi - Avellaneto, † 1282)

## Nobildonne(2)
- Ippolita Torelli, nobildonna e poetessa italiana (n. 1501 - Mantova, † 1520)
- Ludovica Torelli, nobildonna e filantropa italiana (Guastalla, n. 1500 - Milano, † 1569)

## Nobili(15)
- Achille Torelli, conte di Guastalla, nobile e condottiero italiano (Guastalla - Novellara, † 1522)
- Adriano Torelli, nobile italiano (Montechiarugolo, n. 1609 - Guastalla, † 1680)
- Antonia Torelli, nobile italiana (Montechiarugolo, n. 1406 - † 1468)
- Barbara Torelli, nobile italiana (Montechiarugolo - Bologna, † 1533)
- Carlo Torelli di Guidantonio, nobile italiano (Modena, † 1835)
- Francesco Maria Torelli, nobile italiano (Guastalla - Mantova, † 1486)
- Francesco Torelli, nobile (Montechiarugolo - Parma, † 1518)
- Giuseppe Salinguerra Torelli, nobile italiano (n. 1612 - Cracovia, † 1652)
- Guido Galeotto Torelli, nobile italiano (Guastalla - Settimo)
- Guido Torelli, nobile e condottiero italiano (Mantova, n. 1379 - Milano, † 1449)
- Pio Torelli di Adriano, nobile italiano (Gualtieri - † 1699)
- Pomponio Torelli, nobile e letterato italiano (Montechiarugolo, n. 1539 - Parma, † 1608)
- Salinguerra II Torelli, nobile e politico italiano (n. 1164 - Venezia, † 1244)
- Salinguerra Torelli, nobile e politico italiano (Ferrara - † 1193)
- Torello Torelli, nobile e politico italiano († 1195)

## Pittori(3)
- Felice Torelli, pittore italiano (Verona, n. 1667 - Bologna, † 1748)
- Filippo di Matteo Torelli, pittore e miniatore italiano (n. 1409 - † 1468)
- Stefano Torelli, pittore italiano (Bologna, n. 1712 - San Pietroburgo, † 1784)

## Politici(6)
- Araldo Torelli, politico italiano (n. 1923 - † 2011)
- Carlo Torelli, politico italiano (Arona, n. 1904 - Arona, † 1994)
- Giuseppe Torelli, politico italiano (Imperia, n. 1940 - Imperia, † 2019)
- Guido I Torelli, politico e condottiero italiano (Mantova - Milano)
- Luigi Torelli, politico italiano (Villa di Tirano, n. 1810 - Tirano, † 1887)
- Marsiglio Torelli, politico italiano (Mantova - Ferrara, † 1411)

## Registi(1)
- Roberto Torelli, regista italiano (Roma, n. 1958)

## Religiosi(1)
- Guido II Torelli, religioso e condottiero italiano (Guastalla, † 1501)

## Scenografi(1)
- Giacomo Torelli, scenografo, ingegnere e architetto italiano (Fano, n. 1608 - Fano, † 1678)

## Scrittori(1)
- Giuseppe Torelli, scrittore, giornalista e politico italiano (Recetto, n. 1816 - Torino, † 1866)

## Scultori(1)
- Lot Torelli, scultore italiano (Firenze, n. 1835 - † 1896)

## Vescovi cattolici(1)
- Michele Torelli, vescovo cattolico italiano (Roma, † 1572)

## Violinisti(1)
- Giuseppe Torelli, violinista e compositore italiano (Verona, n. 1658 - Bologna, † 1709)

## Senza attività specificata(7)
- Cristoforo II Torelli, conte (Montechiarugolo - Coenzo, † 1543)
- Marcantonio Torelli, conte (Guastalla - † 1462)
- Marsilio Torelli, conte italiano (Montechiarugolo - Chieti, † 1489)
- Paolo Torelli, conte italiano (Montechiarugolo, n. 1509 - Montechiarugolo, † 1545)
- Pietro Guido II Torelli, conte (Guastalla - Milano, † 1494)
- Pietro Guido I Torelli, conte (Guastalla - Carpi, † 1460)
- Pio Torelli, conte (Montechiarugolo, n. 1578 - Parma, † 1612)